# 장화홍련전 (1972년 영화)
"장화홍련전"은 한국에서 제작된 이유섭 감독의 1972년 영화이다. 김지수 등이 주연으로 출연하였고 신상옥 등이 제작에 참여하였다.

## 출연

### 주연
- 김지수
- 이영옥